# Bert Wagenaar van Kreveld
Bert Wagenaar van Kreveld (Leeuwarden, 1968) is een Nederlands acteur, kleinkunstenaar, regisseur, tekstschrijver en dichter.
Hij had een bijrol in de met een TrosKompas tv-ster onderscheiden NCRV-dramaserie De zomer van '45. Daarnaast speelde hij meerdere rollen in verschillende series, films en commercials, waaronder de soapserie Goede tijden, slechte tijden.
Naast zijn werk in de kleinkunsten is Wagenaar van Kreveld als “Hangmat-ophanger Bert” actief.

## Levensloop
Wagenaar van Kreveld werd geboren in Leeuwarden in 1968. Hij groeide op in Schotland en Groningen. Sinds 1987 woont hij in Amsterdam. Tot 1989 verscheen hij als Bert Wagenaar in de media, pas daarna gebruikte hij de volledige naam Bert Wagenaar van Kreveld.
In 1987 begon Wagenaar van Kreveld aan de Toneelschool Amsterdam, die hij gedurende twee jaar zou volgen. Vervolgens kreeg hij verschillende rollen voor de camera. Vanaf 1992 ontwikkelde hij zich tevens als rollenspelacteur in het bedrijfsleven en werkte hij samen met uiteenlopende opdrachtgevers.
Aan de Universiteit van Amsterdam stond hij ingeschreven als Bert van Kreveld Wagenaar. In 1995 studeerde hij daar met een eindscriptie af als hispanist.
Vanaf 2000 volgde Wagenaar van Kreveld een vijfjarige deeltijd-kleinkunstopleiding bij Selma Susanna. Daar leerde hij Peter Kann kennen, met wie hij later in verschillende voorstellingen een duo zou vormen. Wagenaar van Kreveld studeerde in 2005 af met de voorstelling Planeet Bert in de IJsbreker. Hierna tourde hij  met deze voorstelling tot eind 2008 door Nederland. Hij trad onder andere op in het Parool Theater.

### Trainingsacteur
Vanaf 1992 is Wagenaar van Kreveld werkzaam als rollenspelacteur in het bedrijfsleven. Hij verzorgt theatrale acts op maat en theaterinterventies met als specialisatie verborgen theater. Onder andere overheidsjuristen, rechercheurs, politie, ambulancebroeders en Greenpeace zijn middels rollenspellen door hem getraind.
In 2015 bood het NVVT de workshop "Status", die onder Wagenaar van Kreveld en Suzanne Mijnheers begeleiding aan andere trainingsacteurs gegeven werd. Hierbij werd een methode uit Impro, een boek van de Britse acteur Keith Johnstone, gevolgd. Het doel van deze cursus was trainingsacteurs bewust te maken van status- of positieverschillen, waarmee ze te maken hebben in de diverse settingen waarin ze werken. In 2021 gaf Wagenaar van Kreveld, wederom onder auspiciën van het NVVT, online workshops "Assessment acteren" aan zijn collega's.

### Acteur
In het seizoen 2005-2006 speelde hij zijn eerste solo Hoogspanning tijdens de tournee van x3 Kleinkunst door Nederland. In juni 2005 speelde hij de voorstelling Hoogspanning ook in het Spaans in Bilbao, Spanje, op het internationaal theaterfestival ACT’05. In 2007 en 2008 maakte hij twee voorstellingen voor de Kunstmanifestatie in Dronten: Voorland, over het opkomende water in een ondergelopen container en de voorstelling Inslapen, een nachtelijke thriller. In mei – juni 2008 speelde hij Oberon en God in Kick, in de Backer en Rueb Fabriek in Breda. Voor het Holland Festival werkte hij in juni 2008 mee aan Monstruos y Prodigios van het Mexicaanse theatergezelschap Teatro de ciertos de inhabitantes. Sinds 2008 organiseert hij Nieuw Werk, een try-out podium waar waar professionele theatermakers het publiek kunnen bevragen over de impact van hun optreden.
Dat jaar opende Wagenaar van Kreveld tevens met Anna Rottier Podium Westerdok een repetitieruimte  waar theater-, taal-, zang-, dans- en musicallessen aangeboden worden. Het zou een initiatief zijn dat deel uitmaakt van "broedplaats Westerdok", op het Westerdokeiland, dat op het grensvlak van kunst, culturele dienstverlening en commercie zou liggen.
In 2018 kwam zijn voorstelling Geen tijd om dood te gaan uit. Gedurende deze voorstelling vormt hij een duo met Peter Kann, met wie hij vier liedjes tot uitvoering brengt. Deze voorstelling werd ontwikkeld tijdens zijn verblijf als  artist in residence in het kamertheater in Almen.

### Regisseur
Wagenaar van Kreveld is ook werkzaam als regisseur. In 2007 regisseerde hij Op Hoop van Zegen van Herman Heijermans bij theatergroep O. Daarna volgde verschillende regiewerken met zoals een co-regie met Carla Regina van In Viaggio in 2010.

### Dichter
TUIN
Wij lopen in de tuin. Je vraagt me mijn hand, mijn hand biedt zich aan.
De wereld ligt in puin. Je hebt me in de hand alsof wij nooit vergaan.

De liefde is een dijk, de wereld windkracht 10. Wij wandelen ons rijk, wie niet weg is, is gezien.
Als dichter heeft Wagenaar van Kreveld een aantal publicaties op zijn naam staan, onder andere in Vrij Nederland in 1986/1987. In 2020 heeft hij zijn eigen dichtbundel uitgegeven, Onder woorden, met hierin een selectie van gedichten en liedteksten.
Als "Portretdichter Bert" heeft hij op verschillende festivals gestaan, waaronder Roots in the woods in 2016. Wanneer Wagenaar van Kreveld met iemand in gesprek gaat, schrijft hij gedurende het gesprek op basis van vragen en antwoorden een gedicht over de geportretteerde. Omstanders zien hoe het gedicht ontstaat en wanneer het gedicht af is, leest hij de geportretteerde het gedicht voor.

### Hangmatophanger
Naast het werk in de kleinkunst, heeft Wagenaar van Kreveld sinds 1995 van hangmatten ophangen zijn vak gemaakt. Hij komt hiervoor bij mensen thuis om hun hangmatten professioneel en veilig op te hangen. “Hangmatten ophangen is een ambacht", meent Wagenaar van Kreveld, die zich naar de klanten als “Hangmatophanger Bert” presenteert.

## Oeuvre

### Acteerwerk
- 2020: Goede tijden slechte tijden, als Niels Broekman
- 2019: Paradise Drifters
- 2019: Stanley H.
- 2017: Moordvrouwen
- 2015: Goede tijden, slechte tijden
- 2015: Als de dood.
- 2006: Single Play: "Eigenheimers", als dominee
- 2003: Meiden van De Wit, als makelaar
- 1999: Goudkust, als Kees Jan Galesloot
- 1998: Goede Tijden Slechte Tijden, als Robin Visser (3 mnd, 30 afl.)
- 1998: Onderweg naar Morgen, als Timothy
- 1997: De Rooie Draad bij de Evangelische Omroep.
- 1997: Tsssj van Ramon Schwab.
- 1991: De zomer van '45, dramaserie van de NCRV, als Robert.[25]
- 1988: Het verschil, educatieve film van de Anne Frank Stichting.
- 1989: Twee Mensen, IKON serie, als Jurre.

### Voorstellingen
- 2021: Café Europa in A'dam&Co.
- 2020 en 2021: Opera viva,  Vespone in La Serva Padrona.
- 2016 – 2020: Geen tijd om dood te gaan,  interactieve solo-voorstelling. Muzikale begeleiding Peter Kann.[7]
- 2012: Ten Minste Houdbaar Tot, voorstelling met Anna Rottier in Podium Westerdok.[26] In deze voorstelling nodigt een echtpaar (de acteurs Wagenaar van Kreveld en Anna Rottier) het publiek uit bij een diner om hen getuige te laten zijn van hun op hande zijnde scheiding.[1]
- 2009 – 2010: In Viaggio, muziektheatervoorstelling van Voice Actually met Carla Regina.
- 2008 – heden: Nieuw Werk’  Organisator en presentator in Podium Westerdok.
- 2008: Monstruos y Prodigios van Teatro de Ciertos Habitantes, Holland Festival.
- 2008: Inslapen, met Elsbeth Vernout en Paulien Adriana.
- Planeet Bert 2006/2008 solo; x3 kleinkunst tournee.
- 2006: Bits!, een kleinkunstprogramma gemaakt met Godfried Dhondt.[27]
- 2005: Who Wants to Live Forever, nummers van Queen. Bilbao en Amsterdam. Een van de tien uitvoerenden. regie: Selma Susanna.
- 2005 – 2006: Hoogspanning, solo tournee X3kleinkunst regie: Selma Susanna.
- 1999: Wetenschapstheater voor Pandemonia, acts en een eigen voorstelling in onder andere het Boerhaave Museum te Leiden.
- 1998: Vrouw en Arbeid, interactieve toneelvoorstelling op maat; Science Center NEMO te Amsterdam.
- 1990 – 1999: NewMetropolis, als pop-up acteur; Science Center A'dam.
- 1988: ‘Macbeth’ door jongeren, regie: Titus Muizelaar, Grand Theatre, Groningen.
- 1986: ‘Babylon’ locatietheater project in Kunstacademie Minerva, Groningen. regie: Mattijs Rümke

### Regie
- 2011: Swingende Giraffen, salsa-muziek voor kinderen tot 8 jaar.
- 2010: Zomerkoorts; Wereldmuziekkoor ‘Angels’.
- 2008: Inslapen, locatietheater; tekst en regie met Paulien Adriana.
- 2007 –  2008: Op hoop van zegen met Theatergroep 'O'.

### Publicaties
SPOREN
ik heb gezworven langs de randen van de hel. ik was
vergeten of ik ergens wilde wonen.
ik was de meest verloren zoon der zonen.
ik was een schaakstuk in mijn eigen geestesspel.
ik was het slachtoffer van ingebeeld bevel, waardoor de koning zelf zich moest onttronen. uit alle macht beslist om niets te tonen, toonde ik niets, maar iedereen die zag het wel.
te weten nu hoe diep een mens kan zinken; het kennen van die diepte biedt mij zekerheid, ik kan er voor een tijdje zeker tegen.
of een ontsporing leidt tot nieuwe wegen of dat een nieuwe weg weer tot ontsporing leidt: wie eens verdronken is kan niet meer verdrinken.

- Onder woorden (2020), bundel met gedichten en liedteksten.[17]
- Gedicht "Storm", in Strapats (winter 1991)[29]
- Gedicht "Vrijheid", in Vrij Nederland  (17 januari 1987), een van - toen nog - Bert Wagenaars vroegst gepubliceerde gedichten.[30]

### Discografie
- 2020: Geen tijd om dood te gaan, met muziek van Peter Kann en teksten van Wagenaar van Kreveld. Het bevat de volgende liedjes: Laten we afspreken[31], Gedane zaken, Thuisreis, Geheelonthouder, Doornroosje[32], Thuis, Als de liefde went.

## Festivals
Wagenaar van Kreveld heeft deelgenomen aan de volgende festivals:
- 2019: Boekel straatfestival
- 2019: Festival het verhaal
- 2018: Fries straatfestival, als portretdichter[33]
- 2018: Dag voor de vrijwilliger, Amersfoort
- 2017: Verwonder, Overschie
- 2017: Buitenblik, kasteel Doornenburg
- 2017: Jubileum Lemeler Esch
- 2016: XL de Ateliers, Dronten
- 2016: Roots in the woods, Apeldoorn, als portretdichter.
- 2005: Internationale theaterfestival ACT'05 te Bilbao, met solovoorstelling Hoogspanning in het Spaans.[34]